# Charles H. Prince
Charles Henry Prince (* 9. Mai 1837 in Buckfield, Oxford County, Maine; † 3. April 1912 ebenda) war ein US-amerikanischer Politiker. In den Jahren 1868 und 1869 vertrat er den Bundesstaat Georgia im US-Repräsentantenhaus.

## Werdegang
Charles Prince besuchte die öffentlichen Schulen seiner Heimat und wurde danach im Handel tätig. Im Jahr 1861 war er Posthalter in seiner Heimatstadt. In den Jahren 1862 und 1863 nahm er als  Hauptmann einer Infanterieeinheit auf der Seite der Union am Bürgerkrieg teil. Nach dem Krieg ließ er sich im Jahr 1866 in Augusta (Georgia) nieder, wo er als Kassierer bei einer Bank angestellt war. Dort begann er als Mitglied der Republikanischen Partei eine politische Laufbahn. Prince wurde Staatsbeauftragter für das Bildungswesen und war im Jahr 1867 Mitglied einer Versammlung zur Überarbeitung der Verfassung von Georgia.
Nach der Wiederzulassung Georgias zur Union wurde Prince im fünften Wahlbezirk des Staates in das US-Repräsentantenhaus in Washington, D.C. gewählt, wo er am 25. Juli 1868 sein neues Mandat antrat. Prince wurde bei den regulären Kongresswahlen des Jahres 1868 wiedergewählt. Der Kongress verweigerte ihm jedoch, wie vielen anderen im Jahr 1868 gewählten Abgeordneten aus Georgia und den anderen Südstaaten, seinen Sitz. Damit konnte er bis zum 3. März 1869 dort nur die laufende Legislaturperiode beenden. Nach einer Nachwahl fiel sein Mandat an den Demokraten Stephen A. Corker.
Zwischen 1870 und 1882 fungierte Prince als Posthalter in Augusta. In den Jahren 1872, 1876 und 1880 war er Delegierter zu den jeweiligen Republican National Conventions, auf denen Ulysses S. Grant, Rutherford B. Hayes und James A. Garfield als Präsidentschaftskandidaten nominiert wurden. 1882 kehrte Prince in seinen Geburtsort Buckfield zurück, wo er im Handel und in der Versicherungsbranche arbeitete. Außerdem stellte er Besen und Bürsten her. Im Jahr 1901 wurde Prince in den Senat von Maine gewählt. Er starb am 3. April 1912 in Buckfield, wo er auch beigesetzt wurde.